# Deiver Machado
Deiver Andrés Machado Mena (* 2. September 1993 in Tadó) ist ein kolumbianischer Fußballspieler, der beim RC Lens in der Ligue 1 spielt.

## Karriere

### Verein
Machado begann seine fußballerische Laufbahn bei Atlético Nacional in Kolumbien. Am 27. Oktober 2013 (16. Spieltag) kam er zu seinem Debüt in der Categoría Primera A, als er bei einer 0:1-Niederlage gegen Boyacá Chicó in der Startelf stand. In der gesamten Saison 2013 kam er zu zwei Einsätzen für die Profis und gewann, wenn auch nicht als Stammkraft, mit seinem Team den Meisterschaftstitel. Für die Spielzeit 2014 wurde er an den Ligakonkurrenten Alianza Petrolera verliehen. Dort spielte er am 27. Februar 2014 (8. Spieltag) als er erneut in der ersten Elf stand und sein Leihteam 1:0 gegen den Junior FC gewann. In der gesamten Spielzeit kam er zu 24 Einsätzen und war somit während seiner Zeit als Leihspieler absolut gesetzt.
Zur Saison 2015 verließ er Nacional endgültig und wechselte zum Millonarios FC. Auch hier stand er bei seinem ersten Spiel für den Klub direkt in der Startformation bei einem 5:1-Sieg über Deportivo Pasto. Er spielte auch hier nahezu jedes Spiel und stand am Ende bei 32 Ligaspielen. Direkt am ersten Spieltag der Folgesaison schoss er bei einem 3:0-Sieg über die Boyacá Patriotas sein erstes Tor im Profibereich und gab zudem eine Vorlage. Insgesamt kam er zu 29 Einsätzen und zwei Toren in der damaligen Spielzeit. Am 2. Februar 2017 gab er sein internationales Debüt, als er in der Copa Libertadores gegen Atlético Paranaense zum Einsatz kam; sein Team verlor jedoch. In dieser Saison 2017 spielte er weniger als in den Spielzeiten zuvor und kam insgesamt in 24 Ligapartien und zwei Copa-Libertadores-Spielen zum Einsatz.
Im Sommer 2017 wechselte er in die belgische Division 1A zum KAA Gent. Bei einer 0:1-Niederlage gegen Royal Antwerpen stand er in der Startelf und spielte so das erste Mal ein Pflichtspiel in Europa. In der gesamten Saison 2017/18 wurde er in zwölf Ligaspielen für Gent eingesetzt. Im Sommer 2018 wurde er an seinen Exverein Atlético Nacional verliehen. Dort gab er am ersten Spieltag der Rückrunde bei einer Niederlage gegen Deportes Tolima sein Comeback nach fast fünf Jahren. Im Rest des Jahres 2018 wurde er für Nacional insgesamt 16 Mal eingesetzt. Während dem Rest seiner Leihe spielte er in der Hinrunde der Saison 2019 noch 25 Mal. Nach seiner Rückkehr zu Gent kam er zu keinem einzigen Einsatz in Belgien mehr.
So wechselte er im Sommer 2020 zum FC Toulouse in die Ligue 2. Am 29. August 2020 (2. Spieltag) spielte er bei einer 3:5-Niederlage gegen Grenoble Foot das erste Mal in Frankreich. Bei einem 3:0-Sieg gegen den AC Ajaccio am 15. Februar 2021 (25. Spieltag) schoss er den ersten Treffer im neuen Trikot. Am Ende der Saison belegte sein Team den dritten Platz; Machado schoss ein Tor in den drei Relegationsspielen, wobei seine Mannschaft den Aufstieg nicht schaffte. In der vergangenen Saison war er auch absolut gesetzt und schoss in 32 Einsätzen ein Tor und legte fünf auf.
Nach dem gescheiterten Aufstieg, wechselte er in besagte Ligue 1 zum RC Lens. Am ersten Spieltag stand er gegen Stade Rennes in der Startelf und spielte somit das erste Mal für den neuen Arbeitgeber. In der Spielzeit 2021/22 wurde er dennoch häufig nur eingewechselt und fiel zwischenzeitlich auch mit einer Meniskusverletzung aus.

### Nationalmannschaft
Machado nahm mit Kolumbien an den olympischen Spielen 2016 teil. Dort spielte er alle drei Gruppenspiele mit, saß aber beim Ausscheiden gegen Brasilien nur auf der Bank.
Am 12. September 2018 debütierte er in einem Freundschaftsspiel gegen Argentinien über 90 Minuten für die kolumbianische A-Nationalmannschaft. Von August 2018 bis März 2019 spielte er dreimal, aber stets nur in Freundschaftsspielen, für das kolumbianische Nationalteam.

## Erfolge
Atlético Nacional
- Kolumbianischer Meister: 2013 (Clausura und Apertura)
  - Vizemeister: 2018 (Apertura)
- Kolumbianischer Pokalsieger: 2013, 2018